# Prisxtra
PrisXtra AB var en svensk livsmedelsskedja grundad 1991 av Rudolf Lundin. Grundidén är att sälja kvalitetsvaror till lågt pris genom att ta bort mellanleden i distributionsledet. 
Företaget var sedan 2008 ett helägt dotterbolag till Axfood AB. Bolaget omsatte år 2011 ca 551,6 miljoner kronor och hade 135 anställda. 
Utöver butikerna ingick även en internetbutik, NetXtra. Våren 2012 sålde Axfood NetXtra till Mathem, som övertog varumärket, kundstocken och lokalerna i Bromma, Stockholm.
I februari 2013 meddelade Axfood att man planerar att konvertera alla Prisxtra-butiker till Hemköp eller Willys, detta till en kostnad av 55 miljoner kronor. Sedan 2008 har Prisxtra tappat en tredjedel av sin försäljning.
Den sista butiken, vid Storängsbotten, stängde den 28 februari 2014 och Axfood meddelade samtidigt att PrisXtra upphör som varumärke.